# Politechnicznyj instytut
Politechnicznyj instytut (ukr. Політехнічний інститут) – jedna ze stacji kijowskiego metra na linii Swjatoszynśko-Browarśkiej. Została otwarta 5 listopada 1963 roku.
Nazwa stacji pochodzi od Politechniki Kijowskiej położonej w pobliżu stacji. Została zaprojektowana przez Grigorija Gołowkę, Borysa Dzbanowskiego, Jewgienija Iwanowa i Michaiła Syrkina.
Stacja znajduje się głęboko pod ziemią i składa się z centralnego holu z rzędami kolumn w pobliżu peronów. Łączy się z poziomem ulicy przez trzy schody ruchome. Wejście do stacji znajduje się na parterze budynku administracyjnego Metra Kijowskiego, na rogu prospektu Peremohy i uliy Politechnicznej.